# Tito Sarrocchi
Tito Sarrocchi (Sienne, 5 janvier 1824 - 30 juillet 1900) est un sculpteur italien siennois célèbre de l'Ottocento.

## Biographie
D'origine modeste, Tito Sarrocchi devient le soutien de ses frères à la mort de sa mère, et, entré à l'atelier de restauration du Dôme de Sienne, il s'intéresse plus particulièrement à la sculpture.
En 1841, il part à Florence pour s'inscrire à l'Accademie di belle Arti avec Lorenzo Bartolini et entre à l'atelier de Giovanni Duprè, son concitoyen.
En 1852, il crée sa première œuvre indépendante, La Baccante, et en 1855 il est choisi pour terminer un monument à Giuseppe Pianigioni, commencé par Beccheroni.

## Œuvres
Retourné à Sienne, il réalise plusieurs œuvres : un Michelangelo Buonarroti pour la  Villa Saracini, Il genio della morte, Le virtù teologali, il Tobia e La visione di Ezechiele pour le cimetière de Sienne, Il Monumento ai Caduti, piazza Indipendenza et Il Monumento a  Sallustio Bandini, piazza Salimbeni.
Dans ses œuvres les plus fameuses figurent aussi ses sculptures de remplacement d'œuvres trop exposées aux intempéries pour les préserver, comme la Fonte Gaia de Jacopo della Quercia du Campo de Sienne, les sculptures du Dôme de Sienne et quelques-unes  de Santa Maria del Fiore de Florence, pour laquelle il collabore également au projet d'une nouvelle façade avec un bas-relief de Maria in trono con uno scettro di fiori au fronton du portail principal.
En 1879, il crée il Monumento ai caduti nella guerra di indipenza, aujourd'hui au jardin de la  viale Pannilunghi à San Prospero de Sienne.
En 1873, il obtient plusieurs importantes reconnaissances académiques dans toute l'Italie et a fait une partie de la Commission supérieure des Beaux-Arts auprès du ministère de l'Instruction publique.
En 1882, il termine la statue du chanoine Sallustio Bandini (mort en 1780), qui trône au milieu de la Piazza Salimbeni devant le siège de la Monte dei Paschi di Siena.

## Sources
- (it) Cet article est partiellement ou en totalité issu de l’article de Wikipédia en italien intitulé « Tito Sarrocchi » (voir la liste des auteurs).